# Maud Petit
Pour les articles homonymes, voir Petit.
Maud Petit, née le 15 novembre 1971 à Paris, est une femme politique française. Membre du Mouvement démocrate (MoDem), elle est élue députée en 2017 dans la quatrième circonscription du Val-de-Marne. Elle est réélue en 2022 et 2024.

## Biographie
Née à Paris dans le 15e arrondissement, Maud Petit a grandi en Martinique. Elle y effectue sa scolarité à Fort-de-France, au Couvent Saint-Joseph de Cluny, au Collège de la Pointe des Nègres puis au lycée Victor-Schœlcher, avant de partir en Normandie poursuivre ses études supérieures de droit et de lettres modernes, à l'université de Caen. 
Fille d'architecte urbaniste et d'une docteur en géographie, aînée d'une fratrie de cinq frères et sœurs, elle est petite-fille de Camille Petit (1912-1993), médecin devenu député-maire de Martinique de 1967 à 1986, fondateur du mouvement gaulliste en Martinique. Elle est elle-même mère de deux enfants. 
Elle effectue sa carrière professionnelle dans le secteur privé, notamment dans le domaine des ressources humaines de la filiale d'un grand groupe agro-alimentaire.
Elle est élue conseillère municipale de Villiers-sur-Marne aux élections municipales 2014 sur la liste d'union UMP-UDI-MoDem conduite par Jacques Alain Bénisti. Élue de la majorité, elle a alors en charge la délégation de la petite enfance. 
L'année suivante, elle est candidate suppléante aux élections départementales sur le canton de Villiers-sur-Marne. Au second tour, le binôme qu'elle suppléait est élu avec 74,3 % des voix exprimées.

## Parcours politique
Maud Petit devient députée de la quatrième circonscription du Val-de-Marne lors des élections législatives de 2017 sous les couleurs du Mouvement démocrate. Elle arrive largement en tête au soir du premier tour, obtenant 40,37 %, soit 18 points de plus que la candidate des Républicains Marie-Carole Ciuntu, qui obtient 22,35 %. Elle l'affronte au second tour, où elle est élue avec 53,55 % des suffrages exprimés.
Elle est porteuse d'une proposition de loi contre les violences éducatives ordinaires qui est adoptée par l'Assemblée nationale le 29 novembre 2018. Cette loi dite no 2019-721 du 10 juillet 2019 relative à l'interdiction des violences éducatives ordinaires dispose dans son article premier que « L'autorité parentale s'exerce sans violences physiques ou psychologiques. », s'ajoutant ainsi à l'article 371-1 du code civil français.
En février 2019, elle porte plainte contre le député de l'Essonne Nicolas Dupont-Aignan pour menaces de mort après qu'il a appelé à « ne pas laisser repartir vivants les députés En Marche s'ils votent le texte à l'Assemblée ». Cette polémique s'inscrit dans le cadre de la Loi Pacte et de la privatisation d'ADP.
Le 19 juin 2022, elle est réélue pour un deuxième mandat avec 55,98 % des suffrages.